# الأونيدا

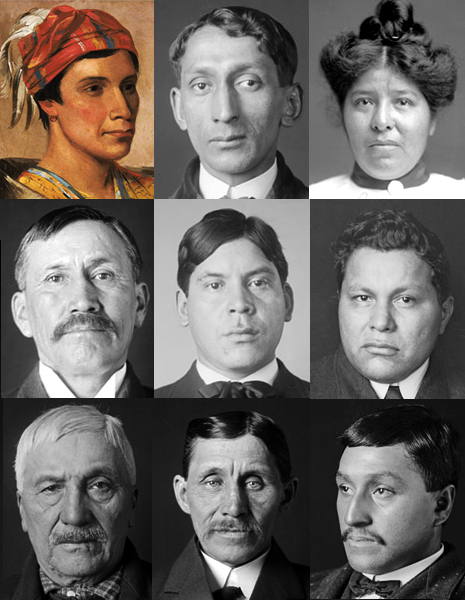

الأونيدا (Onę˙yَteˀ أو Onayotekaono، تعني "شعب الأحجار المنتصبة أو الأحجار القائمة"، Thwahrù•nęʼ في توسكارورا)هم الأمريكان الأصليون/الأمم الأولى، ويمثلون أحد الأمم الخمسة المؤسسة لـ اتحاد الإيروكواس في المنطقة الشمالية من ولاية نيويورك. ويطلق شعب الإيروكواس على نفسه اسم الهودنوسوني ("شعب البيوت الطويلة) في إشارة إلى أسلوب حياتهم الجماعي وشكل منازلهم.
تاريخيًا، يُعتقد أن شعب الأونيدا ظهر كقبيلة في القرن الرابع عشر، وقد استوطنوا تقريبًا 6,000,000 أكر (24,000 كـم2) من المنطقة التي أصبحت فيما بعد المنطقة الوسطى في ولاية نيويورك، وخصوصًا حول بحيرة أونيدا ومقاطعتي أونيدا وماديسون. وكان المستنقع الكبير في جنوب البحيرة منطقة أراضٍ رطبة مهمة تمثل موطنًا غنيًا بالحياة الطبيعية. وبعد حرب الاستقلال الأمريكية، تم إجبارهم على التخلي عن الأرض كلها ما عدا، وقد أُجبروا لاحقًا على التخلي عن المزيد. وتحت الضغط الفيدرالي والحكومي، استطاع العديد من أفراد شعب الأونيدا إعادة الاستيطان في ويسكونسن في أوائل القرن الثامن عشر. وبالفعل هاجر الآخرون الذين تحالفوا مع الإنجليز إلى كندا.
وفي القرن الحادي والعشرين، أصبح لدى شعب الأونيدا أربع مجموعات قبلية مستقلة ومعترف بها فيدراليًا، إلى جانب حكومتها المستقلة في نيويورك وويسكونسن (بعد تطبيق سياسة إبعاد الهنود الحمر بشكل إجباري من قِبل الولايات المتحدة في القرن التاسع عشر)، بالإضافة إلى أونتاريو، كندا. وفي أواخر القرن العشرين، قدمت ثلاث قبائل دعاوى للمطالبة باسترداد الأرض ضد ولاية نيويورك بسبب استحواذها غير الشرعي على الأرض بعد حرب الاستقلال الأمريكية في معاهدة لم يصدق عليها مطلقًا مجلس الشيوخ الأمريكي. وأصدرت المحكمة العليا للولايات المتحدة حكمها بعدم دستورية الإجراء الذي اتخذته ولاية نيويورك، ولكن لم يتم تحديد أحقية شعب الأونيدا في الاستيطان أو التعويض.

## شعب الأحجار القائمة
اسم الأونيدا (Oneida) هو النطق الخاطئ للكلمة الإنجليزية Onyota'a:ka (أونيوتاكا). تعني أونيوتاكا: «شعب الأحجار القائمة». وتستند هوية شعب الأحجار القائمة إلى أسطورة تذكر أن شعب الأونيدا كان يطارد على الأقدام من القبيلة العدو. وتظل مطاردة شعب الأونيدا مستمرة إلى أرض خلاء داخل الأدغال، وفجأة يختفون. ولم يستطع أعداء شعب الأونيدا العثور عليهم، ولذا قيل إن هؤلاء الناس كانوا يحولون أنفسهم إلى أحجار تقف منتصبة في الأرض الخلاء. ونتيجة لذلك، أصبحوا يعرفون باسم شعب الأحجار القائمة.
وفي الأساطير الأقدم، كان يعرف شعب الأونيدا باسم «شعب الشجرة الكبيرة». ولم يُكتب الكثير عن ذلك الأمر، ولا بد من الرجوع إلى كبار السن الإيروكويانييين لمعرفة التاريخ الشفهي لهذا التعريف. وقد يتطابق هذا التعريف مع شعوب شجرة السلام الكبيرة الإيروكويانية الأخرى والعقيدة المرتبطة بهذا الشعب. ويعتقد المؤرخون وعلماء الأنثروبولوجيا أن اتحاد الإيروكواس تأسس في أوائل القرن الخامس عشر تقريبًا بين خمسة شعوب لغتها الرئيسية الإيروكويانية في نيويورك.
يُعرف الأفراد الذين يولدون في شعب الأونيدا باسمهم الروحي، أو ما يطلق عليه حاليًا معظم الغرباء الاسم الهندي ووحدة الأسرة والعشيرة. ويتمتع الأفراد بـنظام القرابة الأمومي، حيث يولد الأطفال في عشيرة الأم ويحظون بالوضع الاجتماعي والهوية بداخلها. ويقوم الأخوة الكبار للأم بأدوار مهمة في تربية الأطفال؛ بما أنهم ينتمون لنفس العشيرة، ولا يتمتع والدهم البيولوجي، الذي ينتمي لعشيرة مختلفة، بنفس الوضع. ويتحمل كل نوع ووحدة أسرة داخل العشيرة واجبات ومسؤوليات محددة. وتشتق هويات العشيرة من قصة خلق شعوب الأونيوتاكا:. وينقسم شعب الأونيدا إلى ثلاث عشائر: الذئب أو السلحفاة أو الدب.
بالرغم من محاولات قوى الاستعمار دمج الأمريكان الأصليين من أمريكا الشمالية في ثقافتهم، فما زال بإمكان غالبية شعب الأونيدا الذي ينحدر من مستوطنة الأونيدا تحديد عشيرته. وتاريخيًا، كان شعب الأونيدا يأخذ سبايا في أوقات الحروب ويتم استيعابهم داخل العشائر عن طريق التبني. ومع دخول المستعمرين الأوروبيين المنطقة، تبنى شعب الأونيدا الأوروبيين كذلك وتكيفوا معهم. وتحملت عشيرة الذئب بشكل أساسي مسؤولية إجراء هذا التبني، ويتم تعريف العديد من المتبنِّين على أنهم من عشيرة الذئب.

## وصلات خارجية
- Official website of the Oneida Indian Nation of New York
- Official website of the Sovereign Oneida Nation of Wisconsin
- Oneida Indian Tribe of Wisconsin
- Official Website of the Oneida Nation of the Thames
- Oneida Nation of the Thames Radio Station Website
- Traditional Oneidas of New York، الموقع الرسمي
- Barbagallo، Tricia (1 يونيو 2005). "Black Beach: The Mucklands of Canastota, New York" (PDF). New York Archives. مؤرشف من الأصل (PDF) في 2013-11-13. اطلع عليه بتاريخ 2008-06-04.